# Woah
Woah è un singolo del rapper statunitense Lil Baby, pubblicato il 8 novembre 2019.

## Tracce
1. Woah – 3:03